# Zadnia Spalona

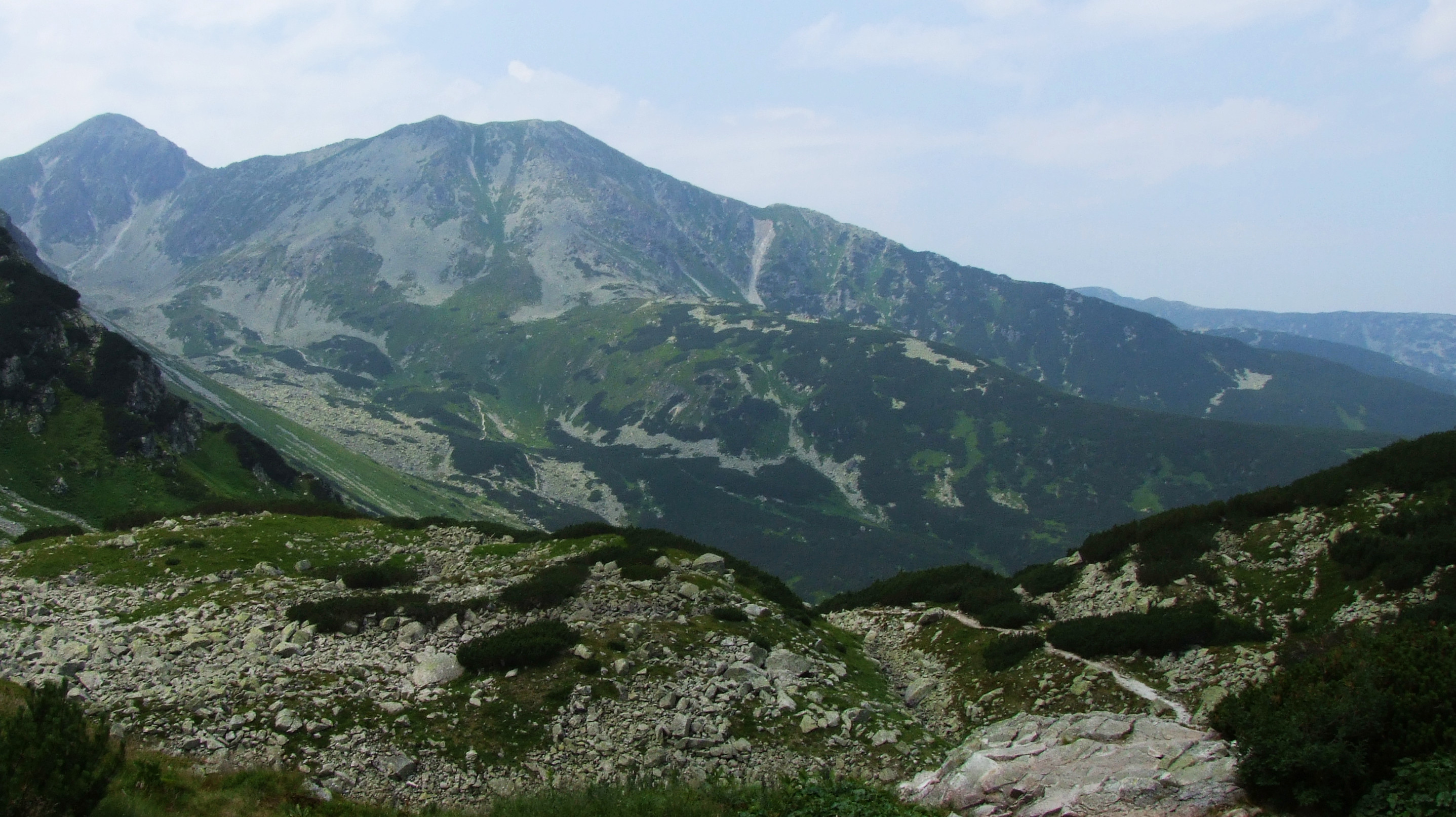
U góry: Pachoł i Spalona Kopa z dwoma grzbietami: wyższy to Przednia Spalona, dużo niższy to Zadnia Spalona

Zadnia Spalona (słow. Zadná Spálená) – niski grzbiet odbiegający od Spalonej Kopy (2083 m n.p.m.) w słowackich Tatrach Zachodnich w północno-wschodnim kierunku (do Doliny Rohackiej). Grzbiet ten oddziela od siebie dwa boczne odgałęzienia Doliny Rohackiej: Dolinę Spaloną od Małej Spalonej Doliny. Ma łagodne zbocza, jest porośnięty lasem, kosówką lub trawą, miejscami piarżysto-kamienisty. Maksymalna wysokość ok. 1800 m n.p.m.